# Al-Quwwat al-Jawwiyya al-Jaza'iriyya
La al-Quwwat al-Jawwiyya al-Jaza'iriyya, (in arabo ﺍﻟﻘﻮﺍﺕ الجوية ﺍﻟﺠﺰﺍﻳﺮﻳـة‎?, in Lingua berbera ⵜⴰⵣⵎⴻⵔⵜ ⵉⴳⴻⵏⵏⵉ ⵜⴰⵣⵣⴰⵢⵔⵉⵜ, spesso abbreviata in QJJ), è l'attuale aeronautica militare dell'Algeria e parte integrante delle forze armate popolari nazionali algerine.

## Storia

### Le origini
L'esistenza di una forza aerea algerina deve le sue informali origini alla costituzione dell'Armée de libération nationale (ALN), in francese Esercito di liberazione nazionale. Infatti, benché sia poco conosciuto, i piloti dell'ALN vennero addestrati su MiG-15 nel Medio Oriente, al fine di volare in soccorso dei propri compagni impegnati in territorio algerino. Questa minaccia venne presa molto seriamente dalle forze armate francesi, come indicato dal generale Hugues Silvestre de Sacy, comandante del Service historique (servizio storico) dell'armée de l'air in un suo articolo intitolato « Les barrages en Algérie, une vision aérienne du bouclage des frontières », in cui dichiarò:

### Modernizzazione[1]
Dalla sua costituzione post indipendenza, nel 1957, la Forza Aerea algerina ha subito almeno tre fasi di modernizzazione. La prima va collocata nel periodo immediatamente successivo al primo conflitto in cui venne coinvolta (La Guerra delle sabbie con il Marocco del 1963) che segnò l’inizio di una diffusa partecipazione di velivoli algerini a diversi conflitti (Guerra dei sei giorni, Yom Kippur e Sahara Occidentale, quest’ultima nuovamente contro il Marocco) fino al 1977, periodo durante il quale la quasi totalità dei propri velivoli era di provenienza sovietica, anche in virtù di un rafforzamento dell’accordo di cooperazione con l’URSS voluto da Boumediene dopo il colpo di stato del 1965. La seconda fase collocabile tra il 1978 ed il 1996 vide l’acquisizione di altri aerei di produzione sovietica (MiG-23, MiG-25, ll-76 ed elicotteri Mi-17 e Mi-24), ma anche i primi acquisti di velivoli occidentali non francesi (C-130, Beech 1900D e T-34 dagli USA, ed F27 olandesi, oltre agli L-39 dall’allora Cecoslovacchia), che fino ad allora avevano rappresentato l'unica eccezione agli aerei sovietici e che in quel periodo videro un incremento soprattutto nel settore ad ala rotante, con l'acquisto di elicotteri SA-330 e AS-350, questi ultimi destinati alla Gendarmerie. La terza fase di modernizzazione partì nella seconda metà degli anni ’90, quando l’Aeronautica realizzò un piano di ammodernamento della propria flotta, unito ad una riorganizzazione della propria struttura di comando, dei centri di formazione e logistici, nonché delle varie basi e dislocamento delle rispettive unità. La diversificazione del procurement proseguì e vennero stabilite solide partnership con Bielorussia ed Ucraina concernenti l’addestramento del personale tecnico manutentivo, nonché l’acquisto di alcuni velivoli (aerocisterne II-78, ricognitori MiG-25RB ed elicotteri Mi-24V dall’Ucraina, e di bombardieri tattici Su-24MK, caccia MiG-29S ed intercettori MiG-25PDS dalla Bielorussia). Altra partnership importante nata nello stesso periodo (1997) è stata quella con il Sudafrica e, in particolare, con l’azienda Denel, con Ia quale venne firmato un accordo per la fornitura di droni da ricognizione Seeker ed un contratto con la ATE per l’upgrade degli elicotteri Mi-24D. Tuttavia, Ia Russia continuava a rimanere il punto di riferimento per il procurement dei velivoli. Una grossa accelerazione, in tal senso, fu data dagli accordi firmati durante la visita algerina del Presidente Putin nel 2006, in base ai quali l’Algeria avrebbe acquistato Un primo lotto di 28 caccia multiruolo Su-30MKA, di 34 MiG-29SMT e di 16 addestratori avanzati Yak-130, tutti velivoli che avrebbero ammodernato e rimpolpato la flotta algerina, ridottasi in seguito al ritiro degli obsoleti Su-7, Su-20, MiG-21, MiG-23 dei MiG-25 più anziani, avvenuto tra il 1996 e il 2004. Altro pacchetto di acquisizioni russe degno di nota, quello concordato nel settembre del 2015 in occasione del Russia Arms Expo, che prevedeva l’acquisto di un terzo lotto di 14 Su-30MKA. Ad esso si è aggiunto, a gennaio 2016, un presunto ordine per 12 cacciabombardieri tattici Su-32 (versione export del Su-34) del valore di 430 milioni di euro, velivoli che secondo i piani algerìnì avrebbero affiancato e progressivamente sostituito i Su-24 con maggiori ore di volo alle spalle.

### Composizione e struttura attuale[1]
In seguito all’ultima fase di modernizzazione conclusasi nel 2015/2016, al 2018 l’Aeronautica Algerina è costituita da 14.000 uomini e da circa 460 tra aerei da combattimento, addestramento, trasporto, elicotteri e velivoli a pilotaggio remoto in servizio effettivo. Esistono, inoltre, un centinaio di apparecchi risalenti agli anni 70/80 che, pur restando formalmente nel novero della flotta, non risultano operativi, venendo utilizzati principalmente come fonte di ricambi per i velivoli più anziani che restano in servizio (MiG-25, Mi-8, Mi-2, Mi-24 e primi Su-24).

## Aeromobili in uso
Sezione aggiornata annualmente in base al World Air Force di Flightglobal del corrente anno. Tale dossier non contempla UAV, aerei da trasporto VIP ed eventuali incidenti accorsi durante l'anno della sua pubblicazione. Modifiche giornaliere o mensili che potrebbero portare a discordanze nel tipo di modelli in servizio e nel loro numero rispetto a WAF, vengono apportate in base a siti specializzati, periodici mensili e bimestrali. Tali modifiche vengono apportate onde rendere quanto più aggiornata la tabella.
| Aeromobile                            | Origine                  | Tipo                                                                                   | Versione (denominazione locale)      | In servizio (2024) | Note | Immagine |
| Aerei da combattimento                |                          |                                                                                        |                                      |                    | | |
| Mikoyan-Gurevich MiG-29 Fulcrum       | Unione Sovietica Russia  | caccia da superiorità aereaconversione operativacaccia multiruoloconversione operativa | MiG-29S MiG-29UBTMiG-29MMiG-29M2     | 40                 | 20 MiG-29S/UBT ex bielorussi acquistati nel 1996 e 16 MiG-29S ex bielorussi ed ucraini acquistati nel 2002/2003. Sia i MiG-29S che i MiG-29UBT sono stati aggiornati tra 2011 e il 2013, in Bielorussia, alla versione SMT e dotati di nuovo cockpit, di nuovo radar ZHUK-ME che li ha resi velivoli multiruolo e dotati di serbatoi conformi. Furono anche ordinati 34 MiG-29SMT nuovi di fabbrica, ma dopo la consegna dei primi 15 esemplari, l'aeronautica espresse alcune perplessità sulla qualità dell'avionica dei velivoli, e quindi furono riconsegnati (e rifiutati i restanti 18) per ricevere in cambio 14 Su-30MKR. L'acquisto di 14 nuovi MiG-29M/M2 (10 MiG-29M monoposto e 4 MiG-29M2 biposto) è stato comunicato a settembre 2019. I primi 4 esemplari (3 MiG-29M monoposto 1 MiG-29M2 biposto) sono stati consegnati il 26 ottobre 2020.        | |
| Sukhoi Su-24 Fencer                   | Unione Sovietica         | cacciabombardiereaereo da ricognizione                                                 | Su-24MK Su-24M2Su-24MR               | 42                 | 22 velivoli ex bielorussi acquistati tra il 1991 ed il 1996, dei quali 3 ricognitori Su-24MR Fencer-E e 19 cacciabombardieri Su-24MK Fencer-D, circa la metà dei quali aggiornati in Bielorussia allo standard M2 GEFEST tra la fine degli anni novanta e l'inizio dei duemila. L'aggiornamento comprende nuovo sistema di navigazione SVP-24, nuovo abitacolo con HUD e due schermi multifunzione e possibilità di trasporto di armamenti a guida laser. Nonostante l'età media ed il numero di ore sulle spalle dei propri aerei, l'aeronautica sembrerebbe intenzionata a mantenerli in servizio almeno fino al 2020, effettuando l'aggiornamento allo standard M2 dei velivoli non ancora modificati. Un Su-24MR è stato pers0o a febbraio 2019. A giugno 2019 è stato comunicato che tutti i 40 velivoli superstiti saranno aggiornati allo standard Su-24M2. | |
| Sukhoi Su-34 Fullback                 | Russia                   | cacciabombardieri                                                                      | Su-34ME                              | 0                  | 14 Su-34ME ordinati a marzo 2021. | |
| Sukhoi Su-57 Felon                    | Russia                   | cacciabombardieri                                                                      | Su-57E                               | 0                  | Secondo i media algerini, l'11 febbraio 2025 sarebbe stato formalizzato un ordine (già annunciato da fonti russe a novembre 2024) di un numero non precisato (forse 14) di Su-57E, con consegne a partire dalla fine dello stesso anno. | |
| Sukhoi Su-30 Flanker                  | Russia                   | caccia multiruolo                                                                      | Su-30MKA Flanker-HSu-30MKR Flanker-G | 62                 | 28 aerei ordinati nel 2006 e consegnati tra il 2007 ed il 2009, 16 nel 2009 e consegnati tra il 2011 e il 2012, mentre gli ultimi 14 aerei ordinati nel 2015, sono stati consegnati tra il 2016 e la prima metà del 2018. Gli ultimi ordini sono stati fatti per la sostituzione dei MiG-29SMT. L'acquisto di 16 nuovi Su-30MKA è stato comunicato a settembre 2019. Uno esemplare è stato perso a gennaio 2020. Un Su-30MKA è stato perso in un incidente il 19 marzo 2025. | |
| Impieghi speciali                     |                          |                                                                                        |                                      |                    | | |
| Beechcraft King Air                   | Stati Uniti              | aereo da ricognizioneAereo da pattugliamento marittimo                                 | B200B350                             | 13                 | 3 aerei equipaggiati con il radar Leonardo T-200 Gabbiano e camere ad infrarossi Wescam MX-15i. | |
| Beechcraft B1900 Hisar                | Stati Uniti              | Aereo da ricognizione                                                                  | B1900D                               | 6                  | 6 B1900D Hisar equipaggiati con RWR Sky Guardian di Leonardo e FLIR Wescam type 16, consegnati a fine anni novanta utilizzati per pattugliare i confini e le coste. | |
| Beriev Be-200 Altair                  | Russia                   | aereo antincendio                                                                      | Be-200ES                             | 1                  | 4 Beriev Be-200ES Altair (con un'opzione per altri quattro) ordinati a febbraio 2022. Primo esemplare consegnato alla fine di maggio 2023. | |
| Aeromobili a pilotaggio remoto - UAV  |                          |                                                                                        |                                      |                    | | |
| TAI Aksungur                          | Turchia                  | UCAS                                                                                   | Aksungur                             | 0                  | 6 Aksungur ordinati l'8 ottobre 2022. | |
| TAI Anka                              | Turchia                  | UAV                                                                                    | Anka                                 | 0                  | 10 velivoli acquistati a marzo 2023. | |
| AVIC Wing Loong 2                     | Cina                     | UAV                                                                                    | Wing loong 2                         | 1                  | 24 Wing loong 2 acquistati nel 2021, con le prime consegne avvenute a maggio 2023. | |
| Kentron Seeker                        | Sudafrica                | Aeromobili a pilotaggio remoto                                                         | Seeker II                            | 6                  | 10 acquistati tra il 1998 e il 1999. | |
| El Jazair 54                          | Algeria                  | Aeromobili a pilotaggio remoto                                                         | El Jazair 54                         | 2                  | 2 esemplari in servizio al maggio 2019. Si tratta di una versione indigena dell'UAV Yabhon United 40 Block 5 costruito negli Emirati Arabi Uniti. | |
| El Jazair 55                          | Algeria                  | Aeromobili a pilotaggio remoto                                                         | El Jazair 55                         | 2                  | 2 esemplari in servizio al maggio 2019. Si tratta di una versione indigena dell'UAV Yabhon Flash 20 costruito negli Emirati Arabi Uniti. | |
| Aerei per rifornimento in volo        |                          |                                                                                        |                                      |                    | | |
| Ilyushin Il-78 Midas                  | Unione Sovietica         | Rifornimento in volo                                                                   | ll-78Mll-78T                         | 5                  | 6 Il-78M/T acquistati dall'Ucraina nel 2001. | |
| Aerei da trasporto                    |                          |                                                                                        |                                      |                    | | |
| Ilyushin Il-76 Candid                 | Unione Sovietica         | Aerei da trasporto                                                                     | Il-76MD Candid-BIl-76TD Candid-B     | 38                 | 3 Il-76MD e 9 Il-76TD acquistati tra il 1989 e il 1993, 11 dei quali restano in servizio al settembre 2018, in quanto un Il-76TD è precipitato l'11 aprile 2018. | |
| CASA C-295                            | Spagna                   | Aerei da trasporto                                                                     | C-295M                               | 5                  | 6 acquistati, uno perso in un incidente in Francia nel 2012. | |
| Pilatus PC-6                          | Svizzera                 | Aerei da trasporto                                                                     | PC-6                                 | 3                  | | |
| Lockheed C-130 Hercules               | Stati Uniti              | Aerei da trasporto                                                                     | C-130HC-130H-30L-100-30              | 671                | 20 tra C-130H e C-130H-30 consegnati a partire dal 1981. Gli esemplari in servizio al novembre 2021 sono 6 C-130H, 7 C-130H-30 e 1 L-100-30, in quanto un esemplare è andato distrutto il 3 giugno 2018. | |
| Lockheed Martin C-130J Super Hercules | Stati Uniti              | Aerei da trasporto                                                                     | C-130J-30LM-100J                     | 32                 | 4 C-130J-30 nuovi ordinati nel 2018, più 2 LM-100J civili acquistati di seconda mano. Il primo LM-100J è stato consegnato il 23 gennaio 2022, il secondo il 24 aprile 2022. 3 C-130J-30 consegnati il 10 settembre 2023. | |
| Beechcraft                            | Stati Uniti              | Aerei da trasporto                                                                     | C90BB200B300B350ERB1900D             | 20                 | | su jetphotos.net. URL consultato il 4 febbraio 2018 (archiviato dall'url originale il 10 ottobre 2014). su jetphotos.net (archiviato dall'url originale il 10 ottobre 2014). |
| Gulfstream V                          | Stati Uniti              | aerei da trasporto VIP                                                                 | G-V                                  | 1                  | | |
| Gulfstream IV                         | Stati Uniti              | aerei da trasporto VIP                                                                 | G-IVSP                               | 4                  | | |
| Dassault Falcon 900                   | Francia                  | aerei da trasporto VIP                                                                 | Falcon 900                           | 2                  | | |
| Airbus A340                           | Unione europea           | aerei da trasporto VIP                                                                 | A340-500                             | 1                  | | |
| ATR 72                                | Italia Francia           | aerei da trasporto VIP                                                                 | ATR-72-600                           | 1                  | | |
| Aerei da addestramento                |                          |                                                                                        |                                      |                    | | |
| Aero L-39 Albatros                    | Rep. Ceca                | Aerei da addestramento                                                                 | L-39CL-39ZA                          | 54                 | | su jetphotos.net. |
| Yakovlev Yak-130 Mitten               | Russia                   | Aerei da addestramento                                                                 | Yak-130                              | 16                 | 16 consegnati. | |
| Fernas Safir 43                       | Algeria                  | Aerei da addestramento                                                                 | Safir 43                             | 20                 | Versione costruita su licenza dell'addestratore cecoslovacco Zlin Z-143. | |
| Fernas-142                            | Algeria                  | Aerei da addestramento                                                                 | Z-142C                               | 20                 | Versione costruita su licenza dal 1992 dell'addestratore cecoslovacco Zlin 142. | |
| Elicotteri                            |                          |                                                                                        |                                      |                    | | |
| Bell 412                              | Stati Uniti              | CSAR                                                                                   | AB 412EP                             | 3                  | | |
| Agusta AW139                          | Italia                   | CSAR                                                                                   | AW139                                | 11                 | | |
| Agusta AW119 Koala                    | Italia                   | elicottero multiruolo                                                                  | AW119KE                              | 8                  | | su jetphotos.net (archiviato dall'url originale il 10 ottobre 2014). |
| Eurocopter AS355 Ecureuil             | Francia                  | Elicotteri utility                                                                     | AS-355NAS-555N                       | 14                 | | |
| PZL W-3 Sokół                         | Polonia                  | Elicotteri utility                                                                     | W-3 Sokól                            | 8                  | | su jetphotos.net (archiviato dall'url originale il 10 ottobre 2014). |
| Mil Mi-2 Hoplite                      | Unione Sovietica Polonia | elicottero leggero utility                                                             | Mi-2                                 | 22                 | | |
| Kamov Ka-27 Helix                     | Unione Sovietica         | elicotteri da trasporto medio                                                          | Ka-27PS Helix-D                      | 3                  | In cogestione con la Marine Algérienne | |
| Kamov Ka-32 Helix                     | Unione Sovietica         | elicotteri da trasporto medio                                                          | Ka-32T Helix-C                       | 3                  | In cogestione con la Marine Algérienne | |
| Mil Mi-171 Hip                        | Russia                   | elicotteri da trasporto medio                                                          | Mi-17 Hip-HMi-171Sh2 Hip-K           | 139                | Acquistati nel 2002, aggiornati allo standard Super Hip con visori notturni, sistema di autoprotezione DAS ed abitacolo con schermi multifunzione. Un Mi-171Sh2 è stato perso in un incidente il 7 febbraio 2024. | su jetphotos.net (archiviato dall'url originale il 10 ottobre 2014). |
| Mil Mi-26 Halo                        | Russia                   | elicottero pesante da trasporto                                                        | Mi-26T2                              | 14                 | 14 ordinati nel 2014. | |
| Mil Mi-28 Havoc                       | Russia                   | Elicottero d'attaccoelicottero da addestramento                                        | Mi-28NEMi-28UB                       | 42                 | 12 Mi-28NE ordinati a dicembre 2013, i primi due esemplari dei quali sono stati completati nel 2016. Secondo il WAF 2025 di Flightglobal, sono 42 gli esemplari in organico. | |
| Mil Mi-24 Hind                        | Unione Sovietica Russia  | Elicottero d'attacco                                                                   | Mi-24P HindMi-24 Mk.II Super Hind    | 32                 | | su jetphotos.net (archiviato dall'url originale il 10 ottobre 2014). |

## Aeromobili ritirati
- Mikoyan-Gurevich MiG-25PDS Foxbat-E - 7 esemplari (1998-2022)[1][35]
- Mikoyan-Gurevich MiG-25RBSh Foxbat-D - 3 esemplari (2011-2022)[1][35]
- Mikoyan-Gurevich MiG-25RU Foxbat-C - 2 esemplari (2011-2022).[1][35]
- Mikoyan-Gurevich MiG-29SMT Fulcrum
- Mikoyan-Gurevich MiG-25 Foxbat
- Mikoyan-Gurevich MiG-23BN Flogger-H
- Mikoyan-Gurevich MiG-23MS Flogger-E
- Mikoyan-Gurevich MiG-23UB Flogger-C

## Galleria d'immagini

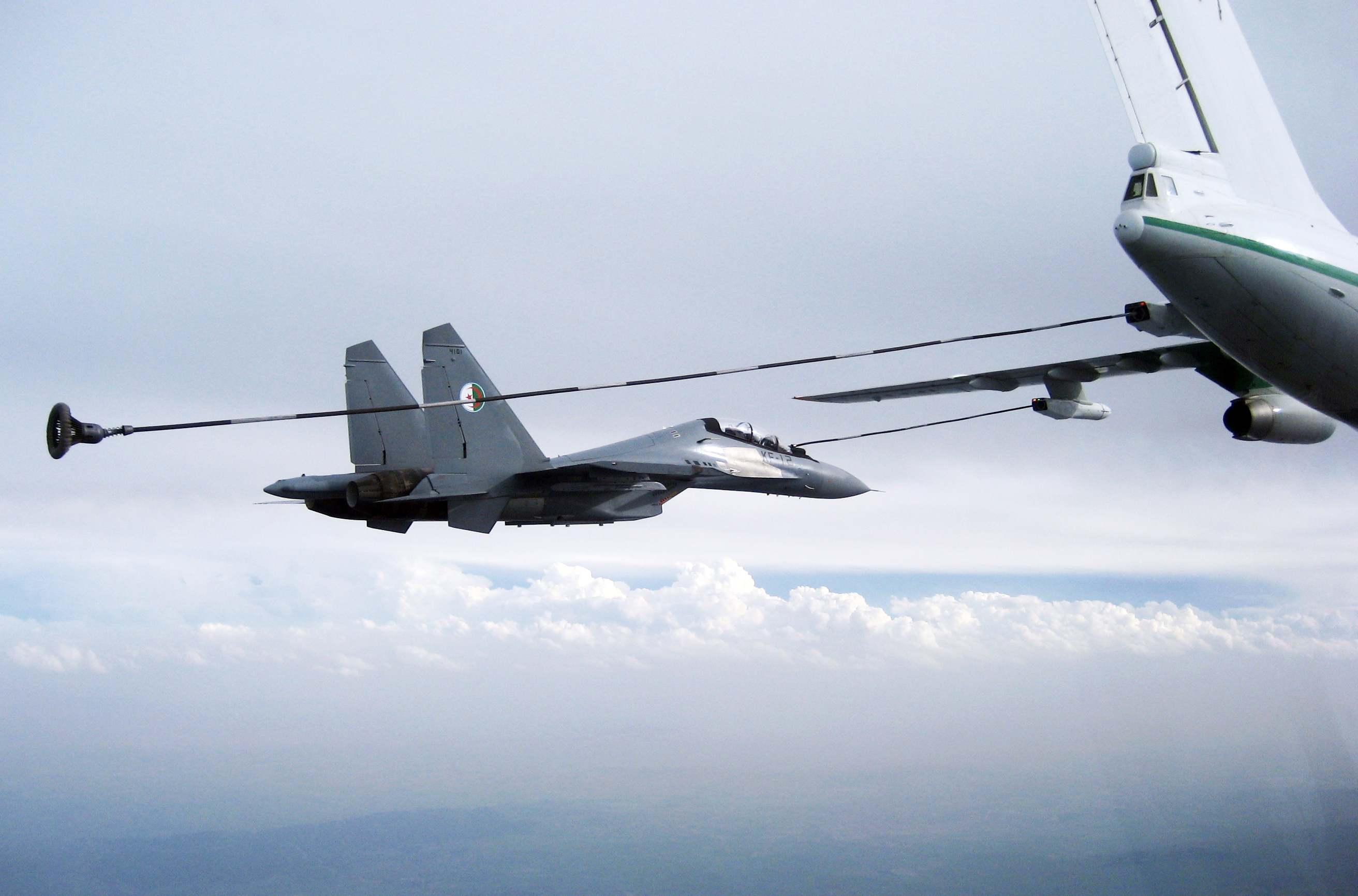
Un Il-78 Midas rifornisce un Su-30MKA.
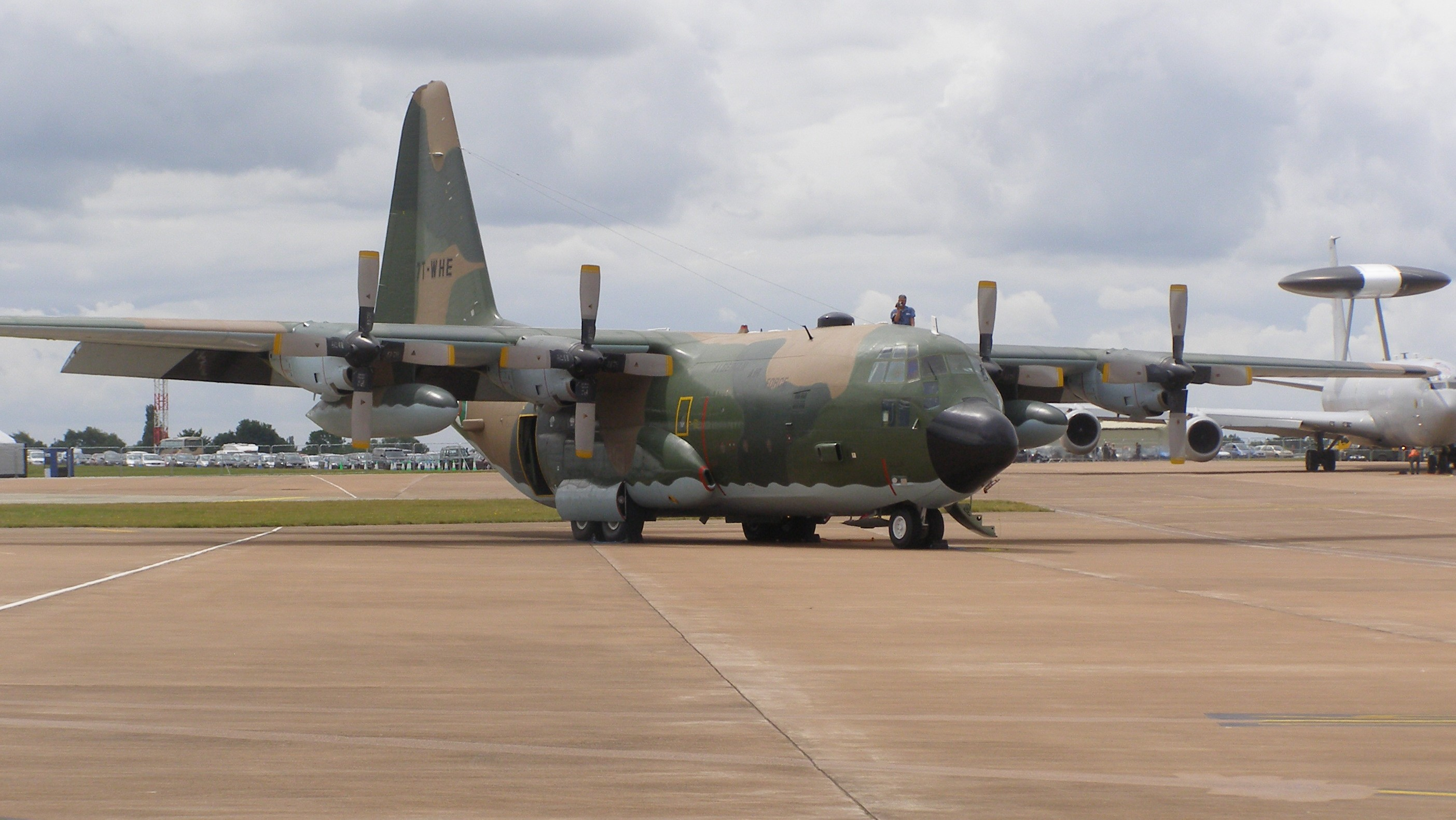
Un C-130H Hercules algerino nel 2009.